# Matthias Gülzow
Matthias Gülzow (* 1965 in Kiel) ist ein deutscher Journalist. Er ist Geschäftsführer des Evangelischen Presseverbands Nord und des christlichen Radio Paradiso.

## Werdegang
Gülzow wurde 1965 als ältester Sohn des Hamburger Kirchengeschichtlers Henneke Gülzow geboren. Er ist ein Enkel des Pfarrers der Danziger Marienkirche Gerhard M. Gülzow.
Nach Abitur und Wehrdienst studierte Gülzow Theologie und Psychologie in Kiel, Hamburg und Worcester, MA, USA. Das Diplom in Psychologie legte er 1992 ab, 2015 promovierte er an der Universität Köln zum Dr. phil. Nach einem journalistischen Volontariat leitet er seit 1995 verschiedene, zumeist kirchlich orientiere Medienunternehmen, darunter den Hörfunksender Radio Paradiso. Seit 2010 ist er darüber hinaus Professor für Medienmanagement an der Macromedia University of Applied Sciences.
Gülzow ist verheiratet und hat drei Kinder.

## Werke

### Als Autor
- Das Evangelium und die digitale Welt. Lutherisches Verlagshaus, Hannover 2016, ISBN 978-3-7859-1200-3. (Dissertation)

### Als Herausgeber
- Gedanken zum Auftanken. Wichern-Verlag, Berlin 2004, ISBN 978-3-88981-162-2.
- Beflügelt: Nacht der Kirchen. Evangelischer Presseverlag Nord, Hamburg 2013. (Konferenzschrift)